# Такчура
Такчура (баш. Таҡсура) — село в Благоварском районе Республики Башкортостан Российской Федерации. Входит в состав Тановского сельсовета.

## География

### Географическое положение
Расстояние до:
- районного центра (Языково): 27 км,
- центра сельсовета (Тан): 12 км,
- ближайшей ж/д станции (Благовар): 42 км.

## Население
| 2002 | 2009 | 2010 |
| ---- | ---- | ---- |
| 194  | ↘182 | ↘173 |

Национальный состав
Согласно переписи 2002 года, преобладающая национальность — башкиры (74 %).